# La Solitude soudaine de Konrad Steiner

La Solitude soudaine de Konrad Steiner (Die plötzliche Einsamkeit des Konrad Steiner) est un long métrage suisse de Kurt Gloor réalisé en 1976.

## Synopsis
Konrad Steiner, 75 ans, dirige un magasin de chaussures dans la vieille ville de Zurich. Subitement, sa femme meurt d'un accident vasculaire cérébral. Pour lutter contre sa solitude, il se réfugie dans son travail. Un jour, on lui annonce que sa maison et son atelier seront démolis. Il perd son gagne-pain et il devient un sans-abri. Steiner, qui semble à bout, refuse du reste catégoriquement de se rendre dans une maison de retraite.
Le bureau d'aide sociale prend connaissance du cas de Steiner et lui envoie une jeune assistante sociale du nom de Claudia Hefti pour s'occuper de lui. La jeune femme est pleine de compassion et elle donne au vieil homme le sentiment d'être un membre reconnu de la société. Peu à peu, Steiner tombe amoureux de sa « bienfaitrice ». Mais leur proximité va devenir leur perte : Claudia est retirée de sa mission par ses supérieurs.

## Fiche technique
- Titre : La Solitude soudaine de Konrad Steiner
- Titre original : Die plötzliche Einsamkeit des Konrad Steiner
- Réalisation : Kurt Gloor
- Scénario : Kurt Gloor
- Durée : 102 minutes
- Musique : Peter Jacques
- Caméra : Franz Rath
- Montage : Alexander Rupp
- Sigfrit Steiner : Konrad Steiner
- Silvia Jost : Claudia Hefti
- Helmut Förnbacher : Peter Steiner (son fils)

## Commentaires
- Kay Less a écrit dans la biographie de Kurt Gloor : « Ce film est un portrait magistral et très sensible d'un vieil homme - parfaitement interprété par Sigfrit Steiner - qui se retrouve pris dans l'engrenage de bureaucrates coléreux et est sur le point d'être expulsé vers une retraite ».
- Lexicon of International Films : « Die plötzliche Einsamkeit des Konrad Steiner est un excellent premier long-métrage. Kurt Gloor réalise une description impressionnante du sort des personnes âgées. Mais l'aide sociale bureaucratique peut fournir une sécurité matérielle, mais pas de véritable foyer ».
- Artfilm.ch : « Un film émouvant et primé avec de nombreux visages familiers de la scène cinématographique et théâtrale suisse et un grand Sigfrit Steiner dans le rôle principal ».

## Distinctions
Le film a été présenté en sélection officielle en compétition lors de la Berlinale 1976.